# Karolien Debecker
Karolien Debecker (Leuven, 26 mei 1979) is een Vlaamse televisie- en radiopresentatrice.
Debecker studeerde na haar middelbare studies marketing. Toen ze afstudeerde, vertrok ze naar Schotland om er een master in Mediamanagement te behalen. In Schotland presenteerde ze een internationaal radioprogramma en hiermee was haar liefde voor de radio geboren. Terug in België ging ze vrijwillig werken voor Radio Mango en op de nieuwsdienst van Radio Scorpio. Later kwam ze terecht bij FM Brussel, waar ze een ochtendprogramma presenteerde. In 2004 maakte Debecker haar televisiedebuut bij de regionale zender Ring-TV, waar ze een maandelijkse stadsreportage draaide.
In 2005 kreeg ze landelijke bekendheid toen ze op JIM "shOut!" presenteerde. Dit was het eerste programma specifiek voor jonge holebi's op de Vlaamse televisie, gemaakt in coproductie met Wel Jong Niet Hetero. Het programma was Debecker op het lijf geschreven, want ze is zelf lesbienne. Het programma wilde naar hetero's toe het beeld over holebi's opentrekken en veralgemeningen van de kaart vegen. ShOut! werd gerealiseerd met 34.000 euro steun van de Vlaamse Minister van Jeugd, Sport en Cultuur, Bert Anciaux. Toen het programma afgelopen was, was Debecker nog eventjes vliegende reporter.

## Werkzaamheden bij de VRT
In 2006 maakte Debecker de overstap naar de publieke omroep. Ze presenteerde enkele reportages voor Vlaanderen Vakantieland en was vanaf april 2006 wrapster op Ketnet. In 2009 stopte ze met werken voor Ketnet. Ze werd  door Véronique Leysen vervangen. In het najaar van 2008 presenteerde Debecker Was het nu '80, '90 of 2000? op Studio Brussel. Bij het oprichten van MNM in 2009 stapte ze over naar deze nieuwe zender, waar ze het programma in de voormiddag presenteerde in 2009. In 2010 en 2011 presenteerde ze 90's en Nillies in het weekend en De Avondshow tijdens de schoolvakanties. Begin 2012 was ze opnieuw elke werkdag te horen met 90's en Nillies op de middag. In het najaar van 2012 verhuisde ze naar de late avond (21 uur tot 24 uur) met het programma Generation M. In 2014 werd het programma Generation M verkort tot de avonduren  van 22-24 uur. Vanaf 2015 was Generation M elke maan-, dins- en woensdag tijdens de schoolperioden te horen van 21 uur tot 24 uur. Verder nam ze in de zomer van 2014 – en opnieuw in de zomer 2016 – het avondspitsprogramma Kamping Karolien voor haar rekening en deed ze vervangingen. In de zomer van 2017 stond Debecker in voor De Ochtendshow (voornamelijk tijdens de weekends).
In het najaar van 2018 werd ze presentatrice op Radio 1, waar ze tijdens de werkweek dagelijks Bij Debecker presenteerde tussen 9 en 10 uur. Na één seizoen stopte ze met het programma. Vanaf 7 januari 2020 presenteerde ze Achter de feiten. In het najaar van 2020 stapte ze over naar Radio 2. Daar presenteert ze van dinsdag tot donderdag het programma Wijs tussen 20 uur en 22 uur en Zot Veel Zomer van 13 tot 16 uur.

## Privé
Debecker kreeg als jonge vrouw te kampen met botkanker en moest haar onderbeen laten amputeren. Ze getuigde hierover voor het eerst in het Eén-programma Koppen. Debecker is kankervrij verklaard.
Huidig (anno 2022):
Luc Appermont · Cara Cobbaert · Anja Daems · Sandra Deakin · Karolien Debecker · Kim Debrie · Peter De Groot · Lars De Groote · Guy De Pré · Chris Dusauchoit · Dirk Ghijs · Peter Hermans · Wouter Landuyt · Filip Ledaine · Daan Masset · Caren Meynen · Sven Pichal · Marc Pinte · Harald Scheerlinck · Siska Schoeters · Benjamien Schollaert · Showbizz Bart · Sharon Slegers · Jo Van Damme · Niels Vandeloo · Sonny Vanderheyden · Cathérine Vandoorne · Christel Van Dyck · Ruben Van Gucht · Iris Van Hoof · Vanessa Vanhove · Britt Van Marsenille · David Van Ooteghem · Peter Verhulst · Dirk Vlaeyen · Pascal Vranckx · Albrecht Wauters
Voormalig:
Luk Alloo · Johan Anthierens · Nand Baert · Erik Baeyens · Wim Bary · Jos Baudewijn · Flor Berckenbosch · Marcel Beerten · Wilfried Bertels · Marc Brillouet · Els Broeckmans · Fred Brouwers · Edwin Brys · Ro Burms · Walter Capiau · Annemie Coppieters · Harry Creemers · Karel Daerden · Christoff · Conny De Boos · Hein Decaluwé · Jessie De Caluwe · Jo met de Banjo · Gust De Coster · Martin De Jonghe · Paula De Meulder · Els De Vuyst · Frank Dingenen · Michel Follet · Jacky Geerts · Jos Ghysen · Margriet Hermans · Irene Houben · Michel Ilsen · Rita Jaenen · Chris Jonckers · Tante Kaat · Luk de Laat · Jo Leemans · Leki · Kathy Lindekens · Kris Luyten · Micha Marah · Betty Mellaerts · Kaat Mendonck · Freek Neirynck · Line Ooms · Sven Ornelis · Katrien Palmers · Gerard Pollet · Julien Put · Hugo Raspoet · Niko Reynaert · Luk Saffloer · Karel Segers · Lennart Segers · Lutgart Simoens · Rudi Sinia · Dirk Somers · Dré Steemans · Jan Theys · Gene Thomas · Wiet Van Broeckhoven · Marc Van den Hoof · Dieter Vandepitte · Karin Van den Berghe · Thomas Van der Spiegel · Kurt Van Eeghem · Wim Van Gansbeke · Els Van Herzeele · Ilse Van Hoecke · Bert Van Molle · Jan Van Rompaey · Paula Van Wilder · Louis Verbeeck · Karel Vereertbruggen · Herwig Verhovert · Luc Verschueren · Johan Verstreken · Tom Vossen · Eddy Wally · Niels William · Edwin Ysebaert · Zaki
Huidig (anno 2025):
Lee Arrendell · Thomas De Smet · Nona 't Jolle · Nidal van Rijn · Emma Vanthielen
Voormalig (1997–2024):
Jelle Cleymans (2002–2007) · Staf Coppens (1999–2004) · Karolien Debecker (2006–2009) · Veerle Deblauwe (2003–2006) · Sam De Bruyn (2009) · Niels Destadsbader (2009–2014) · Ianka Fleerackers (1998–2001) · Tom Gernaey (2006) · Sander Gillis (2012–2023) · An Jordens (1998–2005) · Melvin Klooster (2006–2012) · Heidi Lenaerts (2006–2007) · Friedl' Lesage (1997–1998) · Charlotte Leysen (2011–2019) · Véronique Leysen (2009–2013) · Kristien Maes (2007–2012) · Gloria Monserez (2020-2024) · Sarah Mouhamou (2014-2025) · Leonard Muylle (2012–2018) · Sven Ornelis (1997–1999) · Peter Pype (2004–2012) · Ben Roelants (2009) · Mark Tijsmans (1997–2002) · Héritier Tipo (2022–2024) · Thomas Van Achteren (2015–2022) · Katrien Van Deuren (1998–1999) · Peter Van de Veire (1997–2002) · Steven Van Herreweghe (1997–2002) · Kobe Van Herwegen (2006–2011) · Ilse Van Hoecke (1998–2004) · Gitte Van Hoyweghen (1997–2001) · Britt Van Marsenille (2004–2008) · Sofie Van Moll (2001–2007) · Erika Van Tielen (2003–2006) · Henk Vermeulen (1998–2004) · Aron Wade (1998–2003) · Sien Wynants (2012–2022)